# Ленинский (Адамовский район)
Ленинский — упразднённый посёлок в Адамовском районе Оренбургской области. На момент упразднения входил в состав сельского поселения Теренсайского сельсовета. Исключен из учётных данных в 1999 году.

## География
Посёлок располагался на правом берегу реки Жуса, на расстоянии, примерно, 2 километров к юго-западу от посёлка Теренсай.

## История
В начале 1920-х годов в районе станции Теренсай расположился казахский хутор Ермана. С переходом казахов к оседлому образу жизни, поселение хутора начинает увеличиваться. В 1935 году в ауле Ермана был организован колхоз имени Ленина. По всей видимости с этого времени и за аулом закрепляется название Ленинский. Так по данным на 1939 и 1949 год аул Ленинский входил в состав Джусалинского сельсовета Адамовского района.
В 1957 году колхоз имени Ленина был присоединён к совхозу «Каинды-Кумакский». В справочнике «Оренбургская область. Административно-территориальное деление по состоянию на 1 сентября 1960 г.» аул Ленинский отсутствует, но в составе Теренсайского сельсовета значится село Ермановка. По некоторым сведениям в 1959 году на бывшей усадьбе колхоза имени Ленина (которая по всей видимости располагалась северо-восточнее села Ермановка) расположилась база Джусинская геолого-разведочной партии, на месте которой вырос новый посёлок Ленинский. В последующих справочниках АТД Оренбургской области вплоть до упразднения села Ермановка в 1986 году, оба населённых пункта числились в составе Теренсайского сельсовета, как самостоятельные поселения.
Постановление Законодательного Собрания Оренбургской области от 19.02.1999 № 209/39-ПЗС посёлок исключен из учётных данных.